# Kuivasalo
Kuivasalo är en ö i Finland. Den ligger i sjön Sumiainen och i kommunen Äänekoski i den ekonomiska regionen  Äänekoski ekonomiska region  och landskapet Mellersta Finland, i den centrala delen av landet, 290 km norr om huvudstaden Helsingfors. Öns area är 82,2 hektar och dess största längd är 1,9 kilometer i nord-sydlig riktning.